# Beat 'em up

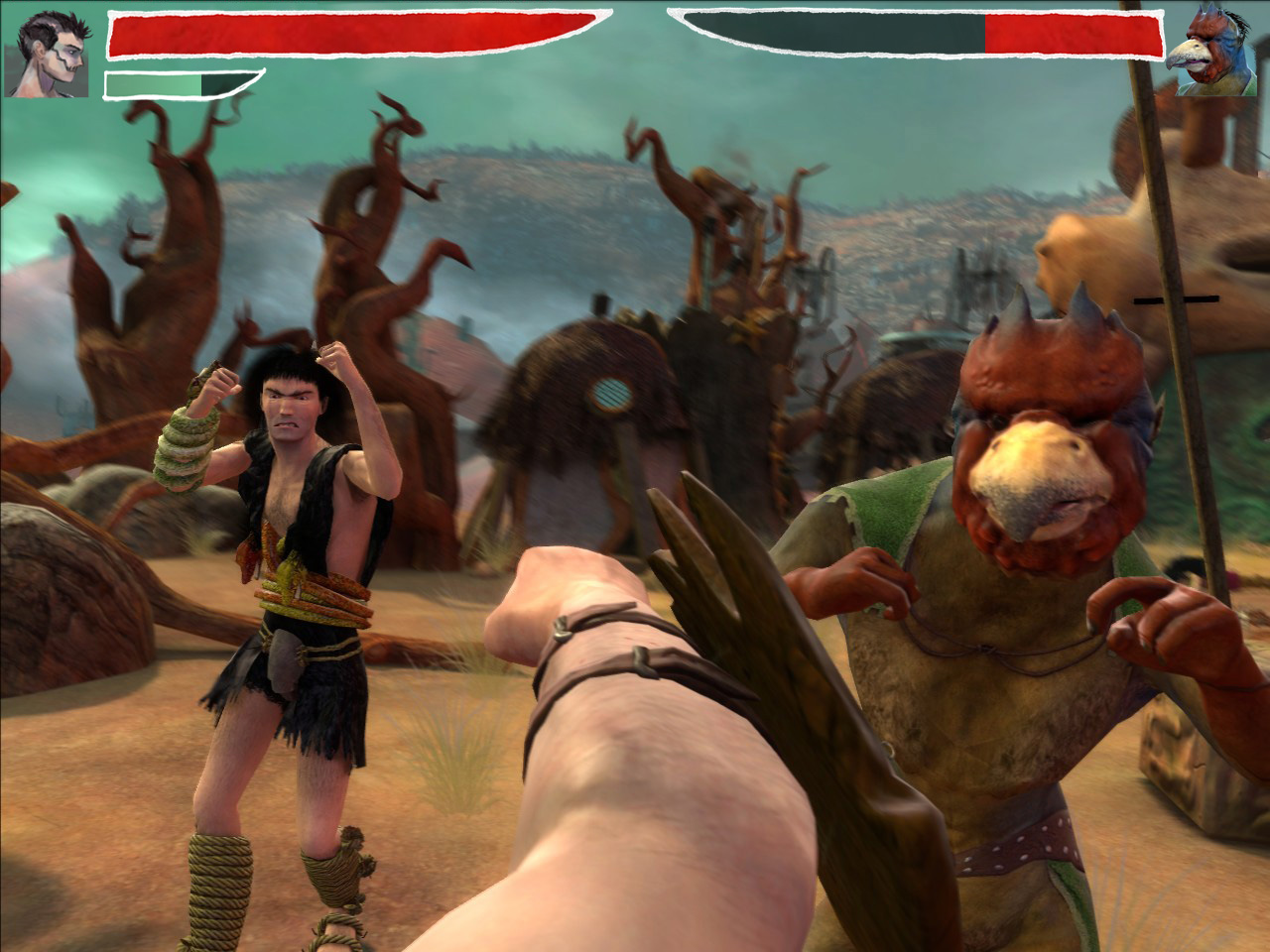
Zeno Clash, ett exempel på ett beat 'em up-spel.

Beat 'em up är en dator- och TV-spelsgenre där spelaren slåss mot andra datorkontrollerade fiender, ofta med inslag av olika typer av kampsporter. Genren brukar separera sig mot sportspel som wrestling och boxning.
Termen beat 'em up brukar normalt användas för att beskriva sidoscrollande fightingspel (så kallade Walk and punch-spel eller på svenska, "Gå och slå-spel") som Double Dragon eller Final Fight, men den används även för att beskriva tvåkampsmatchspel, som Street Fighter, Virtua Fighter eller Mortal Kombat. Inom genrens subkultur används istället ofta benämningen fighter. I de spelen behöver spelaren inte heller nödvändigtvis spela mot en datorkontrollerad motståndare.

## Spel
Ett urval av beat 'em up-spel:
- Kung Fu Master
- Double Dragon
- Final Fight
- Dynasty Warriors
- Streets of Rage
- M.U.G.E.N

Ett urval av spel där spelaren spelar mot en motståndare, och ofta brukar räknas som beat 'em up:
- Tekken
- Street Fighter II
- Mortal Kombat
- International Karate
- Super Smash Bros. Melee
- Clay Fighter
- Killer Instinct